# From Zero World Tour
From Zero World Tour je koncertní turné americké rockové skupiny Linkin Park. Koná se na podporu osmého studiového alba From Zero, které vyšlo 15. listopadu 2024. Turné bylo oznámeno 5. září 2024 po vydání prvního singlu z alba „The Emptiness Machine“ a začalo 11. září 2024 v Inglewoodu.

## Pozadí
Jedná se o první turné kapely po sedmi letech a první turné bez zesnulého zpěváka kapely Chestera Benningtona a rovněž bez bývalého bubeníka Roba Bourdona, který se s kapelou odmítl vrátit. Na turné se neobjeví ani kytarista Brad Delson, který ukončil koncertní činnost, ale zůstává členem kapely i nadále.
Skupině během turné dělá předskokana například kanadský rapper Grandson nebo skupiny Bad Omens, AFI, PVRIS a Sleep Token.

## Seznam skladeb
Následující setlist byl odehrán v Mexico City 31. ledna 2025. Během turné se jednotlivé písně mění.

#### Akt 1: Zahájení
1. "Somewhere I Belong"
2. "Crawling"
3. "New Divide"
4. "The Emptiness Machine"

#### Akt 2: Stvoření
1. "The Catalyst"
2. "Burn It Down"
3. "Over Each Other"
4. "Waiting for the End"
5. "Castle of Glass"
6. "Two Faced"
7. "Empty Spaces"
8. "When They Come for Me / Remember the Name"
9. "Casuality"
10. "One Step Closer"

#### Akt 3: Kolaps
1. "Lost"
2. "Good Things Go"
3. "What I've Done"

#### Akt 4: Kintsugi
1. "Overflow"
2. "Numb"
3. "In the End"
4. "Faint"

#### Akt 5: Rozuzlení (přídavek)
1. "Papercut"
2. "A Place for My Head"
3. "Heavy Is the Crown"
4. "Bleed It Out"

## Termíny turné

#### Koncerty pro rok 2024
| Datum              | Město     | Země               | Místo konání           | Doprovod                       | Návštěvnost |
| ------------------ | --------- | ------------------ | ---------------------- | ------------------------------ | ----------- |
| 11. září 2024      | Inglewood | USA                | Kia Forum              | grandson                       | 16 641      |
| 16. září 2024      | Brooklyn  | USA                | Barclays Center        | grandson                       | 15 993      |
| 22. září 2024      | Hamburk   | Německo            | Barclays Arena         | grandson                       | 13 752      |
| 24. září 2024      | Londýn    | Spojené království | The O2 Arena           | grandson                       | 19 330      |
| 28. září 2024      | Inčchon   | Jižní Korea        | Inspire Arena          | —                              | 13 639      |
| 3. listopadu 2024  | Nanterre  | Francie            | Paris La Défense Arena | Sleep Token                    | —           |
| 8. listopadu 2024  | Arlington | USA                | Globe Life Field       | Bad Omens, Jean Dawson, Helmet | —           |
| 11. listopadu 2024 | Bogota    | Kolumbie           | Coliseo MedPlus        | —                              | —           |
| 15. listopadu 2024 | São Paulo | Brazílie           | Allianz Parque         | Ego Kill Talent                | —           |
| 16. listopadu 2024 | São Paulo | Brazílie           | Allianz Parque         | Ego Kill Talent                | —           |
| 12. prosince 2024  | Rijád     | Saúdská Arábie     | Banban                 | —                              | —           |

#### Koncerty pro rok 2025
| Datum              | Město                 | Země               | Místo konání                             | Doprovod                           | Návštěvnost |
| ------------------ | --------------------- | ------------------ | ---------------------------------------- | ---------------------------------- | ----------- |
| 31. ledna 2025     | Ciudad de México      | Mexiko             | Estadio GNP Seguros                      | AFI                                | —           |
| 3. února 2025      | Zapopan               | Mexiko             | Estadio Tres de Marzo                    | AFI                                | —           |
| 5. února 2025      | Monterrey             | Mexiko             | Estadio Borregos                         | AFI                                | —           |
| 11. února 2025     | Saitama               | Japonsko           | Saitama Super Arena                      | —                                  | —           |
| 12. února 2025     | Saitama               | Japonsko           | Saitama Super Arena                      | —                                  | —           |
| 16. února 2025     | Jakarta               | Indonésie          | —                                        | —                                  | —           |
| 26. dubna 2025     | Austin                | USA                | Moody Center                             | grandson                           | —           |
| 28. dubna 2025     | Tulsa                 | USA                | BOK Center                               | grandson                           | —           |
| 1. května 2025     | Grand Rapids          | USA                | Van Andel Arena                          | grandson                           | —           |
| 3. května 2025     | Baltimore             | USA                | CFG Bank Arena                           | grandson                           | —           |
| 6. května 2025     | Raleigh               | USA                | Lenovo Center                            | grandson                           | —           |
| 8. května 2025     | Greenville            | USA                | Bon Secours Wellness Arena               | grandson                           | —           |
| 10. května 2025    | Columbus              | USA                | Historic Crew Stadium                    | —                                  | —           |
| 17. května 2025    | Daytona Beach         | USA                | Daytona International Speedway           | —                                  | —           |
| 12. června 2025    | Nickelsdorf           | USA                | Rakousko                                 | Panonia Fields                     | —           |
| 14. června 2025    | Hradec Králové        | Česko              | Rock for People (Letiště Hradec Králové) | —                                  | —           |
| 16. června 2025    | Hannover              | Německo            | HDI-Arena                                | Architects                         | —           |
| 18. června 2025    | Berlín                | Německo            | Olympiastadion Berlín                    | Architects                         | —           |
| 24. června 2025    | Milán                 | Itálie             | —                                        | —                                  | —           |
| 26. června 2025    | Arnhem                | Nizozemsko         | GelreDome                                | Spiritbox                          | —           |
| 28. června 2025    | Londýn                | Spojené království | Wembley Stadium                          | JPEGMafia, Spiritbox               | —           |
| 1. července 2025   | Düsseldorf            | Německo            | Merkur Spiel-Arena                       | Architects, JPEGMafia              | —           |
| 3. července 2025   | Werchter              | Belgie             | Werchter Festivalpark                    | —                                  | —           |
| 5. července 2025   | Gdyně                 | Polsko             | Gdynia-Kosakowo Airport                  | —                                  | —           |
| 8. července 2025   | Frankfurt nad Mohanem | Německo            | Deutsche Bank Park                       | Architects, JPEGMafia              | —           |
| 11. července 2025  | Saint-Denis           | Francie            | Stade de France                          | —                                  | —           |
| 29. července 2025  | New York              | USA                | Barclays Center                          | Pvris                              | —           |
| 1. srpna 2025      | Boston                | USA                | TD Garden                                | Pvris                              | —           |
| 3. srpna 2025      | Newark                | USA                | Prudential Center                        | Pvris                              | —           |
| 6. srpna 2025      | Montréal              | Kanada             | Bell Centre                              | Pvris                              | —           |
| 8. srpna 2025      | Toronto               | Kanada             | Scotiabank Arena                         | Pvris                              | —           |
| 11. srpna 2025     | Chicago               | USA                | United Center                            | Pvris                              | —           |
| 14. srpna 2025     | Detroit               | USA                | Little Caesars Arena                     | Pvris                              | —           |
| 16. srpna 2025     | Filadelfie            | USA                | Wells Fargo Center                       | Jean Dawson                        |             |
| 19. srpna 2025     | Pittsburgh            | USA                | PPG Paints Arena                         | Jean Dawson                        |             |
| 21. srpna 2025     | Nashville             | USA                | Bridgestone Arena                        | Jean Dawson                        |             |
| 23. srpna 2025     | St. Louis             | USA                | Enterprise Center                        | Jean Dawson                        |             |
| 25. srpna 2025     | Milwaukee             | USA                | Fiserv Forum                             | Jean Dawson                        |             |
| 27. srpna 2025     | Minneapolis           | USA                | Target Center                            | Jean Dawson                        |             |
| 29. srpna 2025     | Omaha                 | USA                | CHI Health Center Omaha                  | Jean Dawson                        |             |
| 31. srpna 2025     | Kansas City           | USA                | T-Mobile Center                          | Jean Dawson                        |             |
| 3. září 2025       | Denver                | USA                | Ball Arena                               | Jean Dawson                        |             |
| 6. září 2025       | Phoenix               | USA                | Footprint Center                         | Jean Dawson                        |             |
| 13. září 2025      | Los Angeles           | USA                | Dodger Stadium                           | Queens of the Stone Age, JPEGMafia |             |
| 15. září 2025      | San José              | USA                | SAP Center                               | JPEGMafia                          |             |
| 17. září 2025      | Sacramento            | USA                | Golden 1 Center                          | JPEGMafia                          |             |
| 19. září 2025      | Portland              | USA                | Moda Center                              | JPEGMafia                          |             |
| 21. září 2025      | Vancouver             | Kanada             | Rogers Arena                             | JPEGMafia                          |             |
| 24. září 2025      | Seattle               | USA                | Climate Pledge Arena                     | JPEGMafia                          |             |
| 26. října 2025     | Bogota                | Kolumbie           | —                                        | —                                  | —           |
| 28. října 2025     | Lima                  | Peru               | —                                        | —                                  | —           |
| 31. října 2025     | Buenos Aires          | Argentina          | —                                        | —                                  | —           |
| 2. listopadu 2025  | Santiago de Chile     | Chile              | —                                        | —                                  | —           |
| 11. listopadu 2025 | Brasília              | Brazílie           | —                                        | —                                  | —           |
| 16. listopadu 2025 | Mexico City           | Brazílie           | —                                        | —                                  | —           |

#### Koncerty pro rok 2026
| Datum           | Město     | Země        | Místo konání | Doprovod | Návštěvnost |
| --------------- | --------- | ----------- | ------------ | -------- | ----------- |
| 29. května 2026 | Stockholm | Švédsko     | —            | —        | —           |
| 1. června 2026  | Hamburg   | Německo     | —            | —        | —           |
| 3. června 2026  | Hamburg   | Německo     | —            | —        |             |
| 9. června 2026  | Vídeň     | Rakousko    | —            | —        | —           |
| 11. června 2026 | Mnichov   | Německo     | —            | —        | —           |
| 12. června 2026 | Mnichov   | Německo     | —            | —        | —           |
| 16. června 2026 | Lyon      | Francie     | —            | —        | —           |
| 21. června 2026 | Lisabon   | Portugalsko | —            | —        |             |
| 23. června 2026 | Madrid    | Španělsko   | —            | —        |             |
| 24. června 2026 | Madrid    | Španělsko   | —            | —        |             |
| 26. června 2026 | Florence  | Itálie      | —            | —        |             |
| 28. června 2026 | Werchter  | Belgie      | —            | —        |             |

### Zrušené koncerty
| Datum              | Město          | Země        | Místo konání               | Důvod               | Reference |
| ------------------ | -------------- | ----------- | -------------------------- | ------------------- | --------- |
| 12. dubna 2025     | Winchester     | USA         | Las Vegas Festival Grounds | menší prodej lístků | [ 6 ]     |
| 20. června 2025    | Bern           | Switzerland | Bernexpo                   | lékařský problém    | [ 7 ]     |
| 8. listopadu 2025  | Rio de Janeiro | Brazílie    | —                          | logistické důvody   | [ 8 ]     |
| 15. listopadu 2025 | Porto Alegre   | Brazílie    | —                          | logistické důvody   | [ 8 ]     |

## Obsazení

### Linkin Park
- Emily Armstrong – zpěv
- Colin Brittain – bicí, akustická kytara
- Dave "Phoenix" Farrell – basová kytara, doprovodné vokály, rytmická kytara
- Joe Hahn – gramofony, samply, doprovodné vokály
- Mike Shinoda – zpěv, rytmická a sólová kytara, klávesy, klavír, rap a doprovodné vokály

### Členové při turné
- Alex Feder – sólová kytara, doprovodné vokály